# Seznam řek ve Vietnamu
Řeky ve Vietnamu patří všechny k úmoří Jihočínského moře.

visutý most Phan Thiet a vodárenská věž

## Tabulka řek
| Poř. | Řeka (sông)    | Délka (km) | Povodí (km²) | Ústí do         | Ústí kde      |
| ---- | -------------- | ---------- | ------------ | --------------- | ------------- |
| 1.   | Dong Nai       | 586        | 38 600       | Jihočínské moře | ... (Vietnam) |
| 2.   | Rudá řeka      | 541        | 158 000      | Jihočínské moře | ... (Vietnam) |
| 3.   | Černá řeka     | 527        | 52 900       | Rudá řeka       | ... (Vietnam) |
| 4.   | Ca             | 500        | ...          | Jihočínské moře | ... (Vietnam) |
| 5.   | Ma             | 400        | ...          | Jihočínské moře | ... (Vietnam) |
| 6.   | Hồ Hoà Bình    | 203        | ...          | ...             | ... (Vietnam) |
| 7.   | Tiền           | 177        | ...          | Jihočínské moře | ... (Vietnam) |
| 8.   | Đáy            | 163        | ...          | Jihočínské moře | ... (Vietnam) |
| 9.   | Vàm Cỏ Tây     | 159        | ...          | ...             | ... (Vietnam) |
| 10.  | Vàm Cỏ Đông    | 131        | ...          | ...             | ... (Vietnam) |
| 11.  | Saigonská řeka | 130        | ...          | Jihočínské moře | ... (Vietnam) |
| 12.  | Bassac         | 108        | ...          | Jihočínské moře | ... (Vietnam) |
| 13.  | Bến Hải        | 100        | ...          | Jihočínské moře | ... (Vietnam) |
| 14.  | Nhat Le        | 85         | ...          | Jihočínské moře | ... (Vietnam) |